# گارگین ماشومیان
گارگین ماشومیان (ارمنی: Գարեգին Մաշումյան زاده ۱ سپتامبر ۱۹۸۹) بازیکن فوتسال در پست مهاجم اهل ارمنستان است.

## باشگاهی
از باشگاه‌هایی که در آن بازی کرده‌است می‌توان به باشگاه فوتسال ایروان اشاره کرد.

## تیم ملی
وی همچنین در تیم ملی فوتسال ارمنستان بازی کرده‌است. 